# Xplico
Xplico è un Network Forensic Analysis Tool (NFAT), ovvero un software che ricostruisce i contenuti dalle acquisizioni eseguite con packet sniffer (ad esempio Wireshark o tcpdump).
Diversamente dagli analizzatori di protocollo, la cui principale caratteristica non è la ricostruzione dei dati trasportati dai protocolli, Xplico nasce espressamente con lo scopo di ricostruire i dati applicativi dai protocolli che li trasportano ed è in grado di riconoscere i protocolli indipendentemente dalla porta che utilizzano, questo per mezzo di tecniche di Port Independent Protocol Identification (PIPI).
Per chiarire meglio cosa Xplico esegue prendiamo ad esempio il protocollo HTTP, dai pacchetti grezzi (ethernet, o PPP) acquisiti da un packet sniffer Xplico estrae e ricostruisce tutte le pagine ed i contenuti Web, analogamente considerando i protocolli POP, SMTP  e IMAP Xplico ricostruisce le e-mail scambiate.
Questo software è rilasciato sotto una licenza Open Source ed è compatibile solo con Linux.
Fra i protocolli che Xplico individua e di cui ricostruisce i dati applicativi ci sono MSN, IRC, HTTP, SIP, IMAP, POP, SMTP e FTP, per una lista completa ed aggiornata si rimanda al sito ufficiale.
Xplico nella versione chiamata pcap2wav è in grado di decodificare le chiamate VoIP basate sul protocollo RTP (SIP, H323, MGCP, SKINNY) e supporta la decodifica dei codec audio G711ulaw, G711alaw, G722, G729, G723, G726 e MSRTA.

## Articoli
- (EN) Deft Forensics with Xplico, su informit.com (archiviato dall'url originale il 12 giugno 2015).
- (EN) On detecting Internet-based criminal threats (European FP7-SEC Project INDECT) (PDF), su it.uc3m.es. URL consultato il 6 dicembre 2010 (archiviato dall'url originale il 20 luglio 2011).